# Décès en juillet 2022
Décès
- 2018
- 2019
- 2020
- 2021
- 2022
- 2023
- 2024
- 2025
- 2026

Pour une information complémentaire, voir la page d'aide.

| Date        | Nom                                  | Activités | Âge   | Source |
| ----------- | ------------------------------------ | --- | ----- | ------ |
| 1er juillet | Drissa Diakité                       | Historien malien.                                                                                              |       |        |
| 1er juillet | Irene Fargo                          | Chanteuse, actrice et personnalité de la télévision italienne.                                                 | 59    | (it)   |
| 1er juillet | Joe Hatton                           | Basketteur portoricain.                                                                                        | 74    | (es)   |
| 1er juillet | Maurizio Pradeaux                    | Réalisateur et scénariste italien.                                                                             | 91    | (it)   |
| 1er juillet | Jacques Pérez                        | Photographe humaniste tunisien.                                                                                | 89    |        |
| 1er juillet | Luis Alberto Rodríguez López-Calleja | Militaire, homme d'affaires et homme politique cubain.                                                         | 62    | (en)   |
| 1er juillet | Reanna Solomon                       | Haltérophile nauruane.                                                                                         | 40    |        |
| 1er juillet | Richard Taruskin                     | Musicologue, chef d'orchestre et écrivain américain.                                                           | 77    | (en)   |
| 2 juillet   | Peter Brook                          | Metteur en scène, réalisateur et écrivain britannique.                                                         | 97    |        |
| 2 juillet   | Alain de Cadenet                     | Pilote automobile et directeur d'écurie de voitures de compétition britannique d'origine française.            | 76    |        |
| 2 juillet   | Susana Dosamantes                    | Actrice mexicaine.                                                                                             | 74    | (es)   |
| 2 juillet   | Miguel Etchecolatz                   | Policier argentin pendant la dictature militaire en Argentine (1976-1983).                                     | 93    | (es)   |
| 2 juillet   | Andy Goram                           | Footballeur britannique.                                                                                       | 58    |        |
| 2 juillet   | Labrang Jigme Gyatso                 | Moine et ancien prisonnier politique tibétain.                                                                 | 55/56 | (en)   |
| 2 juillet   | Edward Meeks                         | Acteur et producteur américain.                                                                                | 90    |        |
| 2 juillet   | Laurent Noël                         | Prêtre catholique canadien.                                                                                    | 102   | (en)   |
| 2 juillet   | Susie Steiner                        | Journaliste et écrivaine anglaise.                                                                             | 51    | (en)   |
| 2 juillet   | Félix Tonye Mbog                     | Homme politique camerounais.                                                                                   | 88    |        |
| 3 juillet   | Irving Abella                        | Écrivain, historien et professeur canadien.                                                                    | 82    | (en)   |
| 3 juillet   | Clifford Alexander Jr.               | Homme politique américain.                                                                                     | 88    | (en)   |
| 3 juillet   | Eugénie Rokhaya Aw N’diaye           | Journaliste sénégalaise.                                                                                       | 70    |        |
| 3 juillet   | Joseph Banowetz                      | Pianiste, pédagogue, auteur et éditeur américain.                                                              | 85    | (en)   |
| 3 juillet   | Robert Curl                          | Chimiste américain.                                                                                            | 88    | (en)   |
| 3 juillet   | Guy Koller                           | Haltérophile et dirigeant sportif français.                                                                    | 65    |        |
| 3 juillet   | Ni Kuang                             | Romancier et scénariste hongkongais.                                                                           | 87    | (en)   |
| 3 juillet   | Charles Wesley Turnbull              | Homme politique américain, ancien gouverneur des Îles Vierges des États-Unis.                                  | 87    | (en)   |
| 3 juillet   | Jean Dinh Van                        | Artisan joaillier français.                                                                                    | 94    |        |
| 4 juillet   | Khairy Alzahaby                      | Romancier et penseur syrien.                                                                                   | 75/76 | (ar)   |
| 4 juillet   | Richard J. Bernstein                 | Philosophe américain.                                                                                          | 90    | (en)   |
| 4 juillet   | Remco Campert                        | Poète néerlandais.                                                                                             | 92    | (nl)   |
| 4 juillet   | Jeremiah Farrell                     | Mathématicien américain.                                                                                       | 84    | (en)   |
| 4 juillet   | Gabriel Fourmigué                    | Bobeur français.                                                                                               | 55    |        |
| 4 juillet   | Paolo Grossi                         | Juriste et historien du droit italien.                                                                         | 89    | (it)   |
| 4 juillet   | Robert Hoffmann                      | Acteur autrichien.                                                                                             | 82    | (de)   |
| 4 juillet   | Claudio Hummes                       | Cardinal brésilien.                                                                                            | 87    |        |
| 4 juillet   | Janusz Kupcewicz                     | Footballeur polonais.                                                                                          | 66    |        |
| 4 juillet   | Russell Stannard                     | Professeur émérite de physique britannique.                                                                    | 90    | (en)   |
| 4 juillet   | Patrick Watson                       | Acteur, producteur, scénariste et réalisateur canadien.                                                        | 92    | (en)   |
| 5 juillet   | Mohammed Barkindo                    | Docteur en Science politique nigérian, secrétaire général de l'OPEP.                                           | 63    | (en)   |
| 5 juillet   | Micheline Boudet                     | Comédienne française.                                                                                          | 96    |        |
| 5 juillet   | Lisetta Carmi                        | Pianiste et photographe italienne.                                                                             | 98    | (it)   |
| 5 juillet   | Manny Charlton                       | Auteur-compositeur-interprète écossais.                                                                        | 80    | (en)   |
| 5 juillet   | Cacho Fontana                        | Animateur de radio et de télévision argentin.                                                                  | 90    | (es)   |
| 5 juillet   | Binette Schroeder                    | Auteure et illustratrice de littérature d'enfance et de jeunesse allemande.                                    | 82    | (de)   |
| 5 juillet   | Lenny Von Dohlen                     | Acteur américain.                                                                                              | 63    |        |
| 5 juillet   | Arne Åhman                           | Athlète suédois, spécialiste du triple saut et du saut en hauteur, champion aux Jeux olympiques d'été de 1948. | 97    | (en)   |
| 6 juillet   | James Caan                           | Acteur américain.                                                                                              | 82    | (en)   |
| 6 juillet   | Jacqueline Challet-Haas              | Danseuse, pédagogue et notatrice de la danse française.                                                        | 87    |        |
| 6 juillet   | František Chochola                   | Artiste, médailleur et illustrateur allemand.                                                                  | 79    | (de)   |
| 6 juillet   | Bryan Marchment                      | Joueur canadien de hockey sur glace.                                                                           | 53    | (en)   |
| 6 juillet   | Arnaldo Pambianco                    | Cycliste sur route italien.                                                                                    | 86    | (it)   |
| 6 juillet   | Kazuki Takahashi                     | Dessinateur de manga japonais.                                                                                 | 60    |        |
| 7 juillet   | Pedro Ferrándiz                      | Entraîneur de basket-ball espagnol.                                                                            | 93    | (en)   |
| 7 juillet   | Robert C. Harvey                     | Auteur de bande dessinée américain.                                                                            | 85    | (en)   |
| 7 juillet   | Jacob Nena                           | Homme d'État micronésien.                                                                                      | 80    | (en)   |
| 7 juillet   | Claude Pérard                        | Footballeur français.                                                                                          | 91    |        |
| 7 juillet   | José Ramírez Gamero                  | Homme politique mexicain.                                                                                      | 84    | (es)   |
| 7 juillet   | Rod Zaine                            | Joueur canadien de hockey sur glace.                                                                           | 76    | (en)   |
| 8 juillet   | Shinzō Abe                           | Homme d'État japonais.                                                                                         | 67    | (en)   |
| 8 juillet   | Denis Brière                         | Ingénieur forestier, professeur et administrateur canadien.                                                    | 76    |        |
| 8 juillet   | Luis Echeverría                      | Homme d'État mexicain.                                                                                         | 100   | (es)   |
| 8 juillet   | Yvon Garlan                          | Historien français.                                                                                            | 88    |        |
| 8 juillet   | Gregory Itzin                        | Acteur américain.                                                                                              | 74    | (en)   |
| 8 juillet   | José Eduardo dos Santos              | Homme d'État angolais.                                                                                         | 79    |        |
| 8 juillet   | Tony Sirico                          | Acteur américain.                                                                                              | 79    |        |
| 8 juillet   | Larry Storch                         | Acteur comique américain.                                                                                      | 99    | (en)   |
| 9 juillet   | Andrew Cole                          | Arbitre de rugby à XV australien.                                                                              | 61    | (en)   |
| 9 juillet   | L. Q. Jones                          | Acteur, producteur et réalisateur américain.                                                                   | 94    | (en)   |
| 9 juillet   | Lily Safra                           | Philanthrope et milliardaire brésilienne.                                                                      | 87    |        |
| 9 juillet   | Barbara Thompson                     | Saxophoniste, flûtiste et compositrice britannique de jazz et de jazz fusion.                                  | 77    | (en)   |
| 9 juillet   | András Törőcsik                      | Footballeur international hongrois.                                                                            | 67    | (hu)   |
| 10 juillet  | Maurice Boucher                      | Motard criminalisé canadien. Chef des Nomads.                                                                  | 69    |        |
| 10 juillet  | Hirohisa Fujii                       | Homme politique japonais.                                                                                      | 90    | (ja)   |
| 10 juillet  | Chantal Gallia                       | Chanteuse, imitatrice et humoriste française.                                                                  | 65    |        |
| 10 juillet  | Juan Roca                            | Basketteur cubain, médaillé de bronze aux Jeux olympiques d'été de 1972.                                       | 71    | (es)   |
| 11 juillet  | Suzanne Amigues                      | Helléniste et universitaire française.                                                                         | 85    |        |
| 11 juillet  | Víctor Benítez                       | Footballeur international péruvien.                                                                            | 86    | (es)   |
| 11 juillet  | Natalya Donchenko                    | Patineuse de vitesse soviétique puis russe, médaillée d'argent aux Jeux olympiques d'hiver de 1960.            | 89    | (en)   |
| 11 juillet  | José Guirao                          | Homme politique et administrateur culturel espagnol.                                                           | 63    | (es)   |
| 11 juillet  | Erik Hornung                         | Égyptologue suisse.                                                                                            | 89    | (de)   |
| 11 juillet  | Diana Lebacs                         | Poétesse néerlandaise.                                                                                         | 74    | (nl)   |
| 11 juillet  | Monty Norman                         | Chanteur et compositeur de musique de film britannique.                                                        | 94    | (en)   |
| 11 juillet  | Marcel Rémy                          | Alpiniste suisse.                                                                                              | 99    | (en)   |
| 11 juillet  | Paul-André Sadon                     | Juriste et homme politique français.                                                                           | 97    |        |
| 11 juillet  | Johannes Willms                      | Historien et journaliste allemand.                                                                             | 74    | (de)   |
| 12 juillet  | Francisco Contreras                  | Joueur de tennis mexicain.                                                                                     | 88    | (es)   |
| 12 juillet  | Jacques Delruelle                    | Homme d'affaires belge.                                                                                        | 92    |        |
| 12 juillet  | Oliver Lekeaka                       | Commandant séparatiste ambazonien.                                                                             | 53    |        |
| 12 juillet  | Joan Lingard                         | Autrice de romans et de livres pour les enfants et la jeunesse britannique.                                    | 90    | (en)   |
| 12 juillet  | Zahia Mentouri                       | Femme médecin et ancienne Ministre de la Santé algérienne.                                                     | 75    |        |
| 12 juillet  | William Nakin                        | Homme politique papou-néo-guinéen.                                                                             | ?     | (en)   |
| 13 juillet  | Charles Kondi Agba                   | Homme politique togolais.                                                                                      | 73    |        |
| 13 juillet  | Gaston Bouatchidzé                   | Écrivain et traducteur franco-géorgien.                                                                        | 86    | (ka)   |
| 13 juillet  | François-Xavier Coquin               | Historien français.                                                                                            | 91    |        |
| 13 juillet  | Alain Doulieu                        | Joueur de rugby à XIII français.                                                                               | 79    |        |
| 13 juillet  | Pierre Marcotte                      | Animateur de télévision et homme d'affaires canadien.                                                          | 83    |        |
| 13 juillet  | Charlotte Valandrey                  | Actrice et écrivaine française.                                                                                | 53    |        |
| 14 juillet  | Jürgen Heinsch                       | Footballeur international est-allemand, médaillé de bronze aux Jeux olympiques d'été de 1964.                  | 82    | (de)   |
| 14 juillet  | Ken Kennedy                          | Joueur de rugby irlandais.                                                                                     | 81    | (en)   |
| 14 juillet  | Nikolaï Kroguious                    | Joueur d'échecs et psychologue russe.                                                                          | 91    | (en)   |
| 14 juillet  | Martine Marignac                     | Productrice de cinéma française.                                                                               | 75    |        |
| 14 juillet  | Pierre Milloz                        | Homme politique et haut fonctionnaire français.                                                                | 94    |        |
| 14 juillet  | Francisco Morales Bermúdez           | Homme d'État péruvien.                                                                                         | 100   | (es)   |
| 14 juillet  | Albert Oniangué                      | Pasteur et militaire congolais.                                                                                | 67    |        |
| 14 juillet  | Erica Pedretti                       | Romancière suisse.                                                                                             | 92    |        |
| 14 juillet  | Eugenio Scalfari                     | Journaliste, écrivain et homme politique italien.                                                              | 98    |        |
| 14 juillet  | Pleun Strik                          | Footballeur néerlandais.                                                                                       | 78    | (en)   |
| 14 juillet  | Ivana Trump                          | Mannequin, romancière et entrepreneuse américaine.                                                             | 73    | (en)   |
| 15 juillet  | Raymond Audi                         | Banquier et homme politique libanais.                                                                          | 89    |        |
| 15 juillet  | Frans Baert                          | Avocat et philosophe belge.                                                                                    | 96    | (nl)   |
| 15 juillet  | André Boite                          | Supercentenaire français.                                                                                      | 111   |        |
| 15 juillet  | Anne-Marie Deschamps                 | Interprète de la musique médiévale, chanteuse, musicologue, pédagogue et compositrice française.               | 88    |        |
| 15 juillet  | Lourdes Grobet                       | Photographe mexicaine.                                                                                         | 81    | (es)   |
| 15 juillet  | Gueorgui Iartsev                     | Footballeur international soviétique et entraîneur russe.                                                      | 74    | (ru)   |
| 15 juillet  | Aleksandr Kozlov                     | Footballeur russe.                                                                                             | 29    | (en)   |
| 15 juillet  | Michel Mosser                        | Architecte français.                                                                                           | 96    |        |
| 15 juillet  | Luiz de Orleans e Bragança           | Prince brésilien, chef de la maison impériale du Brésil.                                                       | 84    | (pt)   |
| 15 juillet  | Alice Pauli                          | Galeriste, sculptrice et artiste suisse.                                                                       | 100   |        |
| 16 juillet  | Elly Appel                           | Jouese de tennis néerlandaise.                                                                                 | 69    | (en)   |
| 16 juillet  | Jean-Pierre Augustin                 | Géographe français.                                                                                            | 78    |        |
| 16 juillet  | Herbert W. Franke                    | Auteur de science-fiction et pionnier du graphisme informatique autrichien.                                    | 95    | (de)   |
| 16 juillet  | Patrick Michaels                     | Climatologue américain.                                                                                        | 72    | (en)   |
| 16 juillet  | Aline Raynal-Roques                  | Botaniste française.                                                                                           | 85    |        |
| 16 juillet  | Vira Vovk                            | Enseignante, écrivaine, poétesse et traductrice ukraino-brésilienne.                                           | 96    | (en)   |
| 17 juillet  | Dominique Borg                       | Costumière et actrice française.                                                                               | 76    |        |
| 17 juillet  | Jessie Duarte                        | Femme politique sud-africaine.                                                                                 | 68    | (en)   |
| 17 juillet  | Eric Flint                           | Auteur de science-fiction et de fantasy américain.                                                             | 75    | (en)   |
| 17 juillet  | Erden Kıral                          | Réalisateur et scénariste turc.                                                                                | 80    | (tr)   |
| 17 juillet  | Kemi Nelson                          | Femme politique nigériane.                                                                                     | 66    | (en)   |
| 17 juillet  | César Pedroso                        | Pianiste et compositeur cubain.                                                                                | 75    | (es)   |
| 17 juillet  | Francesco Rizzo                      | Joueur de football international italien.                                                                      | 79    | (it)   |
| 18 juillet  | Xavier Amorós Solà                   | Poète et homme politique espagnol.                                                                             | 99    | (ca)   |
| 18 juillet  | Rebecca Balding                      | Actrice américaine.                                                                                            | 73    | (en)   |
| 18 juillet  | Pierre Biarnès                       | Homme politique français.                                                                                      | 90    |        |
| 18 juillet  | Ottavio Cinquanta                    | Sportif italien, Président de l'International Skating Union.                                                   | 83    | (en)   |
| 18 juillet  | Dani                                 | Chanteuse et comédienne française.                                                                             | 77    |        |
| 18 juillet  | Delia Giovanola                      | Militante des droits humains argentine.                                                                        | 96    | (es)   |
| 18 juillet  | Larry Jeffrey                        | Joueur professionnel de hockey sur glace canadien.                                                             | 81    | (en)   |
| 18 juillet  | Claes Oldenburg                      | Sculpteur suédois puis américain.                                                                              | 93    | (en)   |
| 18 juillet  | Françoise Riopelle                   | Danseuse et chorégraphe québécoise.                                                                            | 95    |        |
| 19 juillet  | Jeannette D. Ahonsou                 | Romancière togolaise.                                                                                          | 68    |        |
| 19 juillet  | Alain Bévérini                       | Journaliste et réalisateur français.                                                                           | 77    |        |
| 19 juillet  | Féri Farzaneh                        | Écrivain et cinéaste franco-iranien.                                                                           | 93    | (fa)   |
| 19 juillet  | Michael Henderson                    | Bassiste de jazz fusion américain.                                                                             | 71    | (en)   |
| 19 juillet  | Rouslana Pyssanka                    | Actrice ukrainienne.                                                                                           | 56    | (uk)   |
| 19 juillet  | Q Lazzarus                           | Chanteuse américaine.                                                                                          | 61    | (en)   |
| 19 juillet  | William Richert                      | Réalisateur américain.                                                                                         | 79    | (en)   |
| 20 juillet  | Alice Harnoncourt                    | Violoniste classique autrichienne.                                                                             | 91    |        |
| 20 juillet  | Hans-Joachim Hespos                  | Compositeur allemand.                                                                                          | 84    | (de)   |
| 20 juillet  | Peter Inge                           | Ancien chef d'état-major général de l'armée britannique.                                                       | 86    | (en)   |
| 20 juillet  | Kamoya Kimeu                         | Anthropologue, paléontologue et archéologue kényan.                                                            | 84    | (en)   |
| 20 juillet  | Jolán Kleiber                        | Athlète spécialiste du lancer du disque hongroise, médaillée de bronze aux Jeux olympiques d'été de 1968.      | 82    | (en)   |
| 20 juillet  | Bernard Labourdette                  | Cycliste sur route français.                                                                                   | 75    |        |
| 20 juillet  | Jean-Jules Soucy                     | Artiste visuel canadien.                                                                                       | 71    |        |
| 20 juillet  | Judith Stamm                         | Personnalité politique suisse.                                                                                 | 88    | (de)   |
| 21 juillet  | Chiheb Ben Ahmed                     | Ingénieur et homme politique tunisien.                                                                         | 56    |        |
| 21 juillet  | Taurean Blacque                      | Acteur américain.                                                                                              | 82    | (en)   |
| 21 juillet  | Arlette Bonnard                      | Actrice française.                                                                                             | 85    |        |
| 21 juillet  | Roger Candy                          | Auteur-compositeur français.                                                                                   | 75    |        |
| 21 juillet  | Salomon Peter Carlebach              | Rabbin orthodoxe américain d'origine allemande.                                                                | 96    | (en)   |
| 21 juillet  | Milan Dvořák                         | footballeur international tchèque.                                                                             | 87    | (cs)   |
| 21 juillet  | Johnny Egan                          | Joueur et entraîneur de basket-ball américain.                                                                 | 83    | (en)   |
| 21 juillet  | Alan Grant                           | Scénariste de comics écossais.                                                                                 | 73    |        |
| 21 juillet  | Paddy Hopkirk                        | Pilote de rallye britannique.                                                                                  | 89    | (en)   |
| 21 juillet  | Alain Horic                          | Militaire, poète et éditeur canadien.                                                                          | 93    |        |
| 21 juillet  | Bénédicte Lécroart                   | Chanteuse et comédienne française.                                                                             | 68    |        |
| 21 juillet  | Reino Paasilinna                     | Homme politique finlandais.                                                                                    | 82    | (fi)   |
| 21 juillet  | Giancarlo Sarti                      | Joueur et dirigeant de basket-ball italien.                                                                    | 86    | (it)   |
| 21 juillet  | Michel Schneider                     | Haut fonctionnaire français, écrivain et spécialiste de psychanalyse.                                          | 78    |        |
| 21 juillet  | Uwe Seeler                           | Footballeur international ouest-allemand.                                                                      | 85    | (de)   |
| 21 juillet  | Luca Serianni                        | Linguiste et philologue italien.                                                                               | 74    | (it)   |
| 21 juillet  | Alekseï Vdovine                      | Joueur de water-polo russe médaillé de bronze aux Jeux olympiques d'été de 1992.                               | 59    | (ru)   |
| 22 juillet  | Emilie Benes Brzezinski              | Sculptrice américaine.                                                                                         | 90    | (en)   |
| 22 juillet  | Robert Boutigny                      | Céiste français, médaille de bronze aux Jeux olympiques de 1948.                                               | 94    |        |
| 22 juillet  | David Moores                         | Entrepreneur et dirigeant sportif britannique.                                                                 | 76    | (en)   |
| 22 juillet  | Xavier Richefort                     | Journaliste français.                                                                                          | 59    |        |
| 22 juillet  | Stuart Woods                         | Romancier américain.                                                                                           | 84    | (en)   |
| 23 juillet  | Christian Beauvalet                  | Pentathlonien français.                                                                                        | 92    |        |
| 23 juillet  | Ahmed Bennour                        | Homme politique tunisien.                                                                                      | 84    |        |
| 23 juillet  | Peter Boyle                          | Épidémiologiste britannique.                                                                                   | 71    | (en)   |
| 23 juillet  | Diane Hegarty                        | Cofondatrice de l'Église de Satan.                                                                             | 80    | (en)   |
| 23 juillet  | Sid Jacobson                         | Scénariste de bande dessinée américain.                                                                        | 92    | (en)   |
| 23 juillet  | Marie Leonhardt                      | Violoniste suisse.                                                                                             | 93    |        |
| 23 juillet  | Bob Rafelson                         | Réalisateur, scénariste et producteur américain.                                                               | 89    | (en)   |
| 24 juillet  | Janina Altman                        | Chimiste et auteure israélo-polonaise.                                                                         | 91    | (he)   |
| 24 juillet  | Monique Béchard                      | Professeure et psychologue canadienne.                                                                         | 99    |        |
| 24 juillet  | Carla Cassola                        | Actrice italienne.                                                                                             | 74    | (it)   |
| 24 juillet  | Alain David                          | Athlète français.                                                                                              | 90    |        |
| 24 juillet  | Yuri Kolmakov                        | Biathlète soviétique.                                                                                          | 76    | (ru)   |
| 24 juillet  | David Warner                         | Acteur britannique.                                                                                            | 80    | (en)   |
| 25 juillet  | Jennifer Bartlett                    | Peintre et sculptrice américaine.                                                                              | 81    | (en)   |
| 25 juillet  | Lotte Ingrisch                       | Écrivaine autrichienne.                                                                                        | 92    | (de)   |
| 25 juillet  | Irina Ionesco                        | Photographe française.                                                                                         | 91    |        |
| 25 juillet  | Jean-Luc Parant                      | Sculpteur, dessinateur et écrivain français.                                                                   | 78    |        |
| 25 juillet  | Marit Paulsen                        | Femme politique suédoise.                                                                                      | 82    | (sv)   |
| 25 juillet  | Frédéric Sève                        | Enseignant et syndicaliste français.                                                                           | 55    |        |
| 25 juillet  | Yōko Shimada                         | Actrice japonaise.                                                                                             | 69    | (ja)   |
| 25 juillet  | Knuts Skujenieks                     | Poète et journaliste letton.                                                                                   | 85    | (en)   |
| 25 juillet  | Paul Sorvino                         | Acteur américain.                                                                                              | 83    | (en)   |
| 25 juillet  | David Trimble                        | Homme d'État britannique.                                                                                      | 77    |        |
| 26 juillet  | Jannette Burr                        | Skieuse alpine américaine.                                                                                     | 95    | (en)   |
| 26 juillet  | Daniel Cardon de Lichtbuer           | Banquier belge.                                                                                                | 91    |        |
| 26 juillet  | Anne-Marie Garat                     | Écrivaine française.                                                                                           | 75    |        |
| 26 juillet  | Akira Ishihama                       | Acteur japonais.                                                                                               | 87    | (ja)   |
| 26 juillet  | Jingkong                             | Moine bouddhiste de la tradition Mahāyāna.                                                                     | 95    | (vi)   |
| 26 juillet  | James Lovelock                       | Biologiste et chimiste britannique.                                                                            | 103   | (en)   |
| 26 juillet  | Alfred Moses                         | Homme politique canadien.                                                                                      | 45    | (en)   |
| 26 juillet  | Uri Orlev                            | Écrivain israélien d'origine polonaise.                                                                        | 91    | (en)   |
| 27 juillet  | Mary Alice                           | Actrice américaine.                                                                                            | 85    |        |
| 27 juillet  | François Bernadi                     | Écrivain, peintre et sculpteur français.                                                                       | 100   |        |
| 27 juillet  | Paul Bertrand                        | Évêque émérite français.                                                                                       | 97    |        |
| 27 juillet  | Mario Bianchi                        | Réalisateur, scénariste, producteur italien.                                                                   | 83    |        |
| 27 juillet  | Jean Bobet                           | Cycliste français.                                                                                             | 92    |        |
| 27 juillet  | Luc Bulot                            | Paléontologue français.                                                                                        | 59    |        |
| 27 juillet  | Bernard Cribbins                     | Acteur britannique.                                                                                            | 93    | (en)   |
| 27 juillet  | Elizaveta Dementyeva                 | Kayakiste soviétique, championne aux Jeux olympiques d'été de 1956.                                            | 94    | (ru)   |
| 27 juillet  | Tony Dow                             | Acteur, réalisateur et producteur américain.                                                                   | 77    | (en)   |
| 27 juillet  | Gisèle Lalonde                       | Femme politique canadienne.                                                                                    | 89    |        |
| 27 juillet  | Burt Metcalfe                        | Acteur et réalisateur canadien.                                                                                | 87    | (en)   |
| 27 juillet  | Celina Seghi                         | Skieuse alpine italienne.                                                                                      | 102   | (it)   |
| 27 juillet  | Philippe Sonnet                      | Homme politique belge.                                                                                         | 57    |        |
| 27 juillet  | Éric Viennot                         | Concepteur de jeux français.                                                                                   | 62    |        |
| 28 juillet  | Leontien Ceulemans                   | Actrice et présentatrice néerlandaise.                                                                         | 70    | (nl)   |
| 28 juillet  | Pietro Citati                        | Écrivain et critique littéraire italien.                                                                       | 92    |        |
| 28 juillet  | József Kardos                        | Footballeur international hongrois.                                                                            | 62    | (hu)   |
| 28 juillet  | Karl-Heinz Marotzke                  | Entraîneur de football allemand.                                                                               | 88    | (de)   |
| 28 juillet  | Terry Neill                          | Footballeur international nord-irlandais.                                                                      | 80    | (en)   |
| 28 juillet  | Péter Szőke                          | Joueur de tennis hongrois.                                                                                     | 74    | (it)   |
| 28 juillet  | Ron Zimmerman                        | Acteur, scénariste et producteur américain.                                                                    | 64    | (en)   |
| 29 juillet  | Margot Eskens                        | Chanteuse allemande.                                                                                           | 82    | (de)   |
| 29 juillet  | Juris Hartmanis                      | Informaticien américain.                                                                                       | 94    | (en)   |
| 29 juillet  | Lisa-Maria Kellermayr                | Femme médecin généraliste autrichienne.                                                                        | 36/37 | (de)   |
| 29 juillet  | Jim Sohns                            | Chanteur de rock Garage américain.                                                                             | 75    | (en)   |
| 30 juillet  | Pat Carroll                          | Actrice américaine.                                                                                            | 95    | (en)   |
| 30 juillet  | Alfred Houget                        | Président de club de football français.                                                                        | 93    |        |
| 30 juillet  | Rolf Kesselring                      | Éditeur, écrivain et journaliste suisse.                                                                       | 80    |        |
| 30 juillet  | Nichelle Nichols                     | Actrice et chanteuse américaine.                                                                               | 89    |        |
| 30 juillet  | Roberto Nobile                       | Acteur italien.                                                                                                | 74    | (it)   |
| 30 juillet  | Archie Roach                         | Compositeur et chanteur australien.                                                                            | 66    | (en)   |
| 31 juillet  | Hubert Coppenrath                    | Archevêque français, archevêque de Papeete de 1999 à 2011.                                                     | 91    |        |
| 31 juillet  | Cécile Gallez                        | Femme politique française.                                                                                     | 86    |        |
| 31 juillet  | Hubertine Heijermans                 | Peintre et graveuse néerlandaise.                                                                              | 86    | (nl)   |
| 31 juillet  | Takahiko Iimura                      | Artiste et réalisateur japonais.                                                                               | 85    | (en)   |
| 31 juillet  | Christophe Izard                     | Producteur de télévision français, créateur de Casimir.                                                        | 85    |        |
| 31 juillet  | Albert Jean de Grandpré              | Avocat et homme d'affaires canadien.                                                                           | 100   |        |
| 31 juillet  | Hubertus Leteng                      | Évêque indonésien.                                                                                             | 63    | (id)   |
| 31 juillet  | Mo Ostin                             | Producteur de musique américain.                                                                               | 95    | (en)   |
| 31 juillet  | Fidel Ramos                          | Militaire philippin, Président des Philippines de 1992 à 1998.                                                 | 94    |        |
| 31 juillet  | Bill Russell                         | Basketteur américain, champion aux Jeux olympiques d'été de 1956.                                              | 88    | (en)   |
| 31 juillet  | Sara Shane                           | Actrice américaine.                                                                                            | 94    | (en)   |
| 31 juillet  | John Steiner                         | Acteur britannique.                                                                                            | 81    | (en)   |
| 31 juillet  | Michel Vuibert                       | Homme politique français.                                                                                      | 88    |        |
| 31 juillet  | Ayman al-Zawahiri                    | Terroriste égyptien. Chef de Al-Qaïda.                                                                         | 71    | (en)   |
| 31 juillet  | Aziz Zouhir                          | Homme d'affaires et dirigeant sportif tunisien.                                                                | 69    |        |